# Myrmeleotettix brachypterus
Myrmeleotettix brachypterus är en insektsart som beskrevs av Liu, Jupeng 1982. Myrmeleotettix brachypterus ingår i släktet Myrmeleotettix och familjen gräshoppor. Inga underarter finns listade i Catalogue of Life.